# Francisque Mège
 (septembre 2023).
Si vous disposez d'ouvrages ou d'articles de référence ou si vous connaissez des sites web de qualité traitant du thème abordé ici, merci de compléter l'article en donnant les références utiles à sa vérifiabilité et en les liant à la section « Notes et références ».
François Balthazard Mège, dit Francisque Mège, fonctionnaire des finances avant de démissionner pour devenir historien de l'Auvergne, né à Clermont-Ferrand le 26 novembre 1830, et mort dans la même ville le 24 septembre 1904.

## Biographie
Francisque Mège est le fils de Jean Mège (1783-1858), avoué, juge de paix à Clermont-Ferrand, et de Françoise Granet (1791-1854). Il est le frère de Jacques Mège.
Il a d'abord étudié la grammaire et les humanités au Petit séminaire de Clermont-Ferrand, puis la rhétorique et la philosophie au lycée de cette ville.
À la sortie de ses études, il a choisi d'entrer dans l'administration des finances, en particulier celle des Domaines et de l'Enregistrement. Il est nommé au bureau de Saillans, dans la Drôme. Après son mariage en 1858 avec Françoise Léonie Margeride (1833-1914), il est revenu en Auvergne où il demande à être mis en disponibilité temporaire, mais après dix ans, terme de cette disponibilité, il a choisi de donner sa démission pour se consacrer entièrement à l'histoire de l'Auvergne.
Associé correspondant de l'Académie des sciences, belles-lettres et arts de Clermont-Ferrand en 1862, il en est admis comme membre titulaire en 1865. En 1876, il devient membre du comité de publication et fait partie des différentes commissions que l'Académie réunie pour étudier les différents projets qui lui sont soumis. Il a été membre de deux commissions. En 1865, il est membre de la commission chargée de rédiger un dictionnaire des idiotismes et un glossaire patois d'Auvergne. Devant le peu de réponses obtenues à un questionnaire, elle est dissoute en 1870. Une autre commission est formée dix ans plus tard chargée de dresser la nomenclature des appellations des lieux-dits et des terroirs, sans plus de succès.
Il a participé à la fondation du Bulletin historique et scientifique de l'Auvergne et a participé à sa rédaction jusqu'en 1882, date à laquelle il donne sa démission après avoir été désavoué par un vote. Il est rappelé en 1886 par le président de l'Académie, le docteur Dourif, et revient membre du comité de publication.

## Publications
- Éphémérides du département du Puy-de-Dôme, ci-devant Basse-Auvergne, suivies de notes et notices diverses, Paris, Auguste Aubry libraire-éditeur, 1861
- Souvenirs de la langue d'Auvergne : Essai sur les idiotismes du département du Puy-de-Dôme, Paris, Auguste Aubry libraire-éditeur, 1861 (lire en ligne), compte-rendu par « Rapport de M. Blatin sur les Souvenirs de la langue d'Auvergne. Essai sur les idiotismes », Mémoires de l'Académie des sciences, belles-lettres et arts de Clermont-Ferrand, vol. 35, t. 4,‎ 1862, p. 17-20 (lire en ligne)
- Les fondateurs du Journal des débats en 1789, Paris, A. Faure libraire-éditeur, 1865 (lire en ligne)
- « Les fondateurs du Journal des débats en 1789 », Mémoires de l'Académie des sciences, belles-lettres et arts de Clermont-Ferrand, t. 7,‎ 1865, p. 183-212 (lire en ligne)
- « Notes biographiques sur les Députés de la Basse-Auvergne (département du Puy-de-Dôme) - Dom Gerle », Mémoires de l'Académie des sciences, belles-lettres et arts de Clermont-Ferrand, t. 7,‎ 1865, p. 437-468 (lire en ligne)
- « Rapport sur l'ouvrage de M. Houzé, intitulé: Etude sur la signification des noms de lieux en France », Mémoires de l'Académie des sciences, belles-lettres et arts de Clermont-Ferrand, t. 7,‎ 1865, p. 549-554 (lire en ligne)
- Quelques réflexions sur les noms des rues et places publiques à Clermont-Ferrand, Clermont-Ferrand, 1865 (lire en ligne)
- « Chroniques et Récits de la Révolution dans la ci-devant Basse- Auvergne (département du Puy-de-Dôme), - L'Assemblée provinciale d'Auvergne (1787-1790) », Mémoires de l'Académie des sciences, belles-lettres et arts de Clermont-Ferrand, vol. 39, t. 8,‎ 1866, p. 273-452 (lire en ligne)
- « Chroniques et Récits de la Révolution dans la ci-devant Basse- Auvergne (département du Puy-de-Dôme), - Les Fabriques d'armes (1791-1796) », Mémoires de l'Académie des sciences, belles-lettres et arts de Clermont-Ferrand, vol. 40, t. 9,‎ 1867, p. 415-451 (lire en ligne)
- « Notes biographiques sur les Députés de la Basse-Auvergne (département du Puy-de-Dôme) - Le marquis de Laqueuille », Mémoires de l'Académie des sciences, belles-lettres et arts de Clermont-Ferrand, vol. 41, t. 10,‎ 1868, p. 81-124 (lire en ligne)
- « Notes biographiques sur les Députés de la Basse-Auvergne (département du Puy-de-Dôme) - L'abbé Mathias », Mémoires de l'Académie des sciences, belles-lettres et arts de Clermont-Ferrand, vol. 41, t. 10,‎ 1868, p. 339-364 (lire en ligne)
- « Notes biographiques sur les Députés de la Basse-Auvergne (département du Puy-de-Dôme) - L'abbé Bourdon », Mémoires de l'Académie des sciences, belles-lettres et arts de Clermont-Ferrand, vol. 41, t. 10,‎ 1868, p. 365-371 (lire en ligne)
- « Notes biographiques sur les Députés de la Basse-Auvergne (département du Puy-de-Dôme) - Le chanoine Bonnefoy », Mémoires de l'Académie des sciences, belles-lettres et arts de Clermont-Ferrand, vol. 41, t. 10,‎ 1868, p. 372-383 (lire en ligne)
- « Notes biographiques sur les Députés de la Basse-Auvergne (département du Puy-de-Dôme) - L'abbé Brignon », Mémoires de l'Académie des sciences, belles-lettres et arts de Clermont-Ferrand, vol. 41, t. 10,‎ 1868, p. 384-404 (lire en ligne)
- Les journaux et écrits périodiques de la Basse-Auvergne (département du Puy-de-Dôme) : Notes pour servir à une bibliographie de l'Auvergne, Paris, Auguste Aubry libraire-éditeur, 1869 (lire en ligne)
- « Documents inédits pour l'Histoire d'Auvergne - I. Les murs et fortifications de Clermont-Ferrand au commencement du XVIIIe siècle », Mémoires de l'Académie des sciences, belles-lettres et arts de Clermont-Ferrand, vol. 42, t. 11,‎ 1869, p. 97-141 (lire en ligne)
- « Documents inédits pour l'Histoire d'Auvergne - II. Situation financière de la ville de Clermont-Ferrand à la veille de la Révolution (1788) », Mémoires de l'Académie des sciences, belles-lettres et arts de Clermont-Ferrand, vol. 42, t. 11,‎ 1869, p. 183-192 (lire en ligne)
- « Notes biographiques de Rabusson-Lamothe, député du Puy-de-Dôme à l'Assemblée législative (1791-1792) », Mémoires de l'Académie des sciences, belles-lettres et arts de Clermont-Ferrand, vol. 42, t. 11,‎ 1869, p. 193-227 (lire en ligne)
- « Lettres de l'Assemblée législative (1791-1692), adressées à la municipalité de Clermont-Ferrand, par Antoine Rabusson-Lamothe, député du Puy-de-Dôme », Mémoires de l'Académie des sciences, belles-lettres et arts de Clermont-Ferrand, vol. 42, t. 11,‎ 1869, p. 229-382 (lire en ligne)
- « Notes biographiques sur les Députés de la Basse-Auvergne (département du Puy-de-Dôme) - M. Gilbert Riberolles », Mémoires de l'Académie des sciences, belles-lettres et arts de Clermont-Ferrand, vol. 43, t. 12,‎ 1870, p. 119-135 (lire en ligne)
- « Notes biographiques sur les Députés de la Basse-Auvergne (département du Puy-de-Dôme) - M. Dufraisse du Cheix », Mémoires de l'Académie des sciences, belles-lettres et arts de Clermont-Ferrand, vol. 43, t. 12,‎ 1870, p. 136-155 (lire en ligne)
- « Notes biographiques sur les Députés de la Basse-Auvergne (département du Puy-de-Dôme) - M. Andrieu », Mémoires de l'Académie des sciences, belles-lettres et arts de Clermont-Ferrand, vol. 43, t. 12,‎ 1870, p. 156-170 (lire en ligne)
- « Notes biographiques sur les Députés de la Basse-Auvergne (département du Puy-de-Dôme) - Appendice : Détails sur Limon, auteur de la fameuse déclaration adressée, en 1792, aux Français, par le duc de Brunswick », Mémoires de l'Académie des sciences, belles-lettres et arts de Clermont-Ferrand, vol. 43, t. 12,‎ 1870, p. 171-173 (lire en ligne)
- « Correspondance inédite de Georges Couthon, député à l'Assemblée législative et à la Convention nationale (1791-1794) », Mémoires de l'Académie des sciences, belles-lettres et arts de Clermont-Ferrand, vol. 44, t. 13,‎ 1871, p. 63-450 (lire en ligne)
- « Chroniques et Récits de la Révolution dans la ci-devant Basse-Auvergne (département du Puy-de-Dôme) - Formation et Organisation du département du Puy-de-Dôme (1789-1801) », Mémoires de l'Académie des sciences, belles-lettres et arts de Clermont-Ferrand, vol. 46, t. 15,‎ 1873, p. 175-509 (lire en ligne)
- « Chroniques et Récits de la Révolution dans la ci-devant Basse-Auvergne - Le Puy-de-Dôme en 1793 et le Proconsulat de Couthon », Mémoires de l'Académie des sciences, belles-lettres et arts de Clermont-Ferrand, vol. 49, t. 18,‎ 1876, p. 31-392, 457-791 (lire en ligne)
- « Chroniques et Récits de la Révolution dans la ci-devant Basse- Auvergne (département du Puy-de-Dôme.) - Les Bataillons de volontaires (1791-1793) », Mémoires de l'Académie des sciences, belles-lettres et arts de Clermont-Ferrand, vol. 51, t. 20,‎ 1878, p. 289-490 (lire en ligne)
- L'Académie des sciences, belles-lettres et arts de Clermont-Ferrand. Ses origines et ses travaux, Typographie F. Thibaud, 1884, 312 p.
- « Un litige canonique au XVIIIe siècle : L'avocat Quériau et le miracle de la Sainte Épine », Revue d'Auvergne, t. 2,‎ 1885, p. 233-251 (lire en ligne)
- « Les évêques constitutionnels d'Auvergne », Revue d'Auvergne, t. 2,‎ 1885, p. 281-287, 365-371 (lire en ligne)
- « Paul Ardier », Revue d'Auvergne, t. 2,‎ 1885, p. 348-352 (lire en ligne)
- « Originaux et excentriques d'Auvergne : Un faux Louis XVII », Revue d'Auvergne, t. 2,‎ 1885, p. 435-442 (lire en ligne)
- « Les déportations du Consulat et de l'Empire », Revue d'Auvergne, t. 3,‎ 1886, p. 58-64 (lire en ligne)
- « Un naturaliste issoirien, Auguste Bravard », Revue d'Auvergne, t. 3,‎ 1886, p. 198-217 (lire en ligne)
- « Un fédéré du 10 avril, Barbat du Clozel d'Arnery », Revue d'Auvergne, t. 3,‎ 1886, p. 452-475 (lire en ligne) 1887, t. 4, p. 1-34
- « La mort de Lavoisier et des fermiers généraux », Revue d'Auvergne, t. 4,‎ 1887, p. 153-155 (lire en ligne)
- « Les troubadours, poètes et écrivains de langue d'Auvergne. (Notes et extraits) », Revue d'Auvergne, t. 4,‎ 1887, p. 416-436 (lire en ligne), 1888, t. 5, p. 26-45
- « Un legs de la comtesse Desaix », Revue d'Auvergne, t. 4,‎ 1887, p. 465-467 (lire en ligne)
- « Nécrologie : Antoine Vernière », Revue d'Auvergne, t. 4,‎ 1887, p. 157-160 (lire en ligne)
- « Chroniques et mélanges : Antoine Dauvergne », Revue d'Auvergne, t. 4,‎ 1887, p. 225-228 (lire en ligne)
- « Nécrologie : L'abbé Bagnol », Revue d'Auvergne, t. 4,‎ 1887, p. 475 (lire en ligne)
- « Nécrologie : Dominique Branche », Revue d'Auvergne, t. 4,‎ 1887, p. 476 (lire en ligne)
- « Nécrologie : Docteur Pierre Bertrand », Revue d'Auvergne, t. 4,‎ 1887, p. 476-478 (lire en ligne)
- « Chansons politiques et satiriques en Auvergne pendant la période révolutionnaire », Revue d'Auvergne, t. 5,‎ 1888, p. 304-322 (lire en ligne)
- « Les Auvergnats en Russie. Notes biographiques », Revue d'Auvergne, t. 6,‎ 1889, p. 364-370, 443-452 (lire en ligne)
- Gaultier de Biauzat, député du tiers-état aux États-généraux de 1789, sa vie et sa correspondance, t. 1, Paris, Librairie Émile Lechevalier, 1890 (lire en ligne), t. 2
- « Un registre d'état civil de l'année 1793 », Revue d'Auvergne, t. 7,‎ 1890, p. 393-415 (lire en ligne)
- « Un arrondissement de la Basse-Auvergne n 1788 et 1789 : L'arrondissement de Courpière », Revue d'Auvergne, t. 8,‎ 1891, p. 337-369 (lire en ligne)
- « Les évêques constitutionnels d'Auvergne (note complémentaire) », Revue d'Auvergne, t. 9,‎ 1892, p. 73-75 (lire en ligne)
- « Un épisode peu connu de la vie de Bancal des Issarts », Revue d'Auvergne, t. 9,‎ 1892, p. 311-316 (lire en ligne)
- « Un bénédictin de Saint-Alyre pendant la période révolutionnaire », Revue d'Auvergne, t. 10,‎ 1893, p. 1-42, 99-130 (lire en ligne)
- « Les premières années de la Révolution dans la Basse-Auvergne (1787-1789) », Revue d'Auvergne, t. 13,‎ 1896, p. 71-140, 513-578 (lire en ligne)
- « Charges et contributions des habitants de l'Auvergne à la fin de l'Ancien régime. : La dîme, les droits seigneuriaux », Revue d'Auvergne, t. 14,‎ 1897, p. 400-442 (lire en ligne), 1898, t. 15, p. 130-239
- Les cahiers des paroisses d'Auvergne en 1789, Clermont-Ferrand, Louis Bellet imprimeur-libraire, 1899 (lire en ligne)
- « Les Cahiers des bailliages et sénéchaussées d'Auvergne en 1789 », Revue d'Auvergne, t. 20,‎ 1903, p. 161-186, 276-298, 321-360 (lire en ligne)
- La dernière année de la province d'Auvergne : Les élections de 1789, Clermont-Ferrand, Louis Bellet imprimeur-éditeur, 1904 (lire en ligne)